# ブリュノ・ペルティエ
ブリュノ・ペルティエ（Bruno Pelletier 1962年8月7日- ）は、カナダ・ケベック州出身の歌手。

## デビューまで
ケベック・シティ郊外のシャルルスブールに Liette Pelletier と Laurent Pelletier の子として生まれる。若い頃から音楽に興味を持ち、楽器を演奏するようになる。
1983年、友人とともに英語のロック・グループ Amanite and Sneak Preview を立ち上げる。その後、フランス語で歌いたいと考え、グループ Pëll として活動開始。23歳の時にモントリオールに移り、バーで歌うようになる。1989年、Envolロック・コンテストに参加し、特別賞を受賞。1991年、サン・ジャン・シュー・リシュリューで行われた熱気球フェスティバルでのミュージカル「Vu d'en haut 高みからの眺め」に出演。翌年、ミュージカル「Les fous du rockn'roll ロックン・ロールの狂人たち」に出演、40回舞台を務める。

## デビュー後
1992年10月、ファースト・アルバム「Bruno Pelletier ブリュノ・ペルティエ」をリリース。同年11月には、リュック・プラモンドンとミッシェル・ベルジェ作のロック・オペラ「La Légende de Jimmy ジミーの伝説」に出演、ジェームズ・ディーン役を演じる。
1994年夏、フランスのラ・ロシェルで開催された音楽フェスティバル FrancoFolies に招待を受け参加。9月、パリに戻りモガドール劇場でミュージカル「Starmania スターマニア」に出演、その年の暮れまで400回の舞台を務める。1995年にはセカンド・アルバム「Défaire l'Amour 愛の解消」をリリース。1997年にサード・アルバム「Miserere ミゼレレ」を発表し、20万枚を超える売り上げを記録、その年のフェリックス賞で最優秀男性歌手賞を獲得。また同時期に、ケベックのテレビドラマ「Omertà II オメルタ2」にも出演している。
1998年1月から8月にかけて、ケベック州で100回以上に及ぶコンサートを行う。その後パリでリュック・プラモンドンとリッカルド・コチャンテ作のミュージカル「Notre-Dame de Paris ノートルダム・ド・パリ」でグランゴワール役を演じる。1999年、4枚めのアルバム「D'autres rives 別のほとり」をヨーロッパとケベックで同時発売。この時期、ロンドンで「ノートルダム・ド・パリ」の英語版にも同グランゴワール役で出演。2001年、ライブ・アルバム「Sur Scène ステージの上」を発表。2002年夏、6枚めのアルバム「Un monde à l'envers 逆さまの世界」をリリース。
この間、モントリオール交響楽団と「Les Week-ends pop de l'OSM モントリオール響ポップ・ウィークエンド」シリーズのコンサートを行う。この成功により、2002年12月に再び同交響楽団とコンサートを行い、その模様がアルバム「Concert de Noël ノエル・コンサート」として録音・リリースされる。
2006年、吸血鬼ドラキュラの現代版ストーリーであるミュージカル「Dracula - Entre l'amour et la mort ドラキュラ - 愛と死のはざまで」において主役を演じる。そのコンセプト・アルバムは2005年にリリースされた。
2007年11月11日、ジャズ・スタイルのアルバム「Bruno Pelletier et le GrosZorchestre ブリュノ・ペルティエとでっかいオーケストラ」を発表。
2009年2月3日には最新アルバム「Microphonium ミクロフォニオム」をリリース、その年の11月にはロシア（モスクワ）でのコンサートを成功させる。
2010年、5月にはウクライナ（キエフ）で、10月には再びロシア（モスクワ）でのコンサートを成功させた後、オリジナル・キャストによる「ノートルダム・ド・パリ」公演（コンサートバージョン）でウクライナ（キエフ）、ロシア（モスクワ、サンクト・ペテルブルク）へ。
2011年、ケベックのミュージカル「Les Filles de Caleb カレブの娘たち」にナポレオン役で参加。ソロ・コンサートとして、5月にベラルーシ（ミンスク）、ウクライナ（オデッサ、キエフ）、11月にはロシア（モスクワ、サンクト・ペテルブルク）、ポーランド（ワルシャワ）へ。12月には再びオリジナル・キャストによる「ノートルダム・ド・パリ」公演でウクライナ（キエフ）、フランス（パリ）へ。
2015年はスイス・モントルーで行われたプラモンドンを称える特別コンサート「歌声をひとつに～プラモンドンを歌う！」（TV収録はTV5Mondeで2016年5月28日、6月4日に放映 ）に賛歌し、彼の歌を数曲歌った。

## アルバム
- Bruno Pelletier ブリュノ・ペルティエ (1992)
- Défaire l'amour 愛の解消 (1995)
- Miserere ミゼレーレ (1997)
- D'autres rives 別のほとり (1999)
- Sur scène ステージの上 (2001)
- Un monde à l'envers 逆さまの世界 (2002)
- Concert de Noël ノエル・コンサート (2003)
- Dracula - Entre l'amour et la mort ドラキュラ - 愛と死のはざまで (2005)
- Bruno Pelletier et le GrosZorchestre ブリュノ・ペルティエとでっかいオーケストラ (2007)
- Microphonium ミクロフォニオム (2009)
- Rendus là (2012)

## 参加ミュージカル
- 「Starmania スターマニア」Johnny Rockfort ジョニー・ロックフォール役 1994年
- 「Notre-Dame de Paris ノートルダム・ド・パリ」Gringoire グランゴワール役 1998年～2000年
- 「Dracula - Entre l'amour et la mort ドラキュラ～愛と死のはざまで～」Dracula ドラキュラ役　2006年～2008年
- 「Les Filles de Caleb カレブの娘たち」Napoléon ナポレオン役　2011年

## 受賞歴

### フェリックス賞
- 2008年　最優秀アルバム賞ジャズ歌唱部門「Bruno Pelletier et le GrosZorchestre」
- 2000年 最優秀男性歌手賞（一般投票）
- 2000年 最優秀アルバム賞ポップロック部門「D'autres rives」
- 1999年 最優秀男性歌手賞（一般投票）
- 1999年 最優秀舞台作品賞歌手部門「Notre-Dame de Paris」
- 1999年 最多売上アルバム賞「Notre-Dame de Paris」
- 1999年 最優秀ケベック州外活動ケベック・アーティスト賞 「Notre-Dame de Paris」
- 1999年 最優秀アルバム賞人気投票部門「Notre-Dame de Paris 全曲版」
- 1999年 最優秀人気曲賞「Le temps des cathédrales（歌：ブリュノ・ペルティエ）」
- 1998年 最多売上アルバム賞「Miserere」
- 1998年 最優秀アルバム賞ポップロック部門「Miserere」
- 1998年 最優秀舞台作品賞歌手部門「Miserereツアー」
- 1998年 最優秀アルバム賞人気投票部門 「Notre-Dame de Paris」
- 1997年 最優秀男性歌手賞（一般投票）
- 1994年 最優秀舞台作品・出演者賞「Starmania」
- 1993年 最優秀舞台作品・出演者賞「La légende de Jimmy」

### 勝利の音楽大賞
- 1998年 最優秀ポップ・アルバム賞「Notre-Dame de Paris」
- 1994年 最優秀ミュージカル賞「Starmania」

### ワールド・ミュージック・アワード
- 2000年 世界最多売上フレンチレコーディング・アーティスト/グループ賞「NOTRE DAME DE PARIS」
- 1999年 世界最多売上フレンチレコーディング・アーティスト/グループ賞「NOTRE DAME DE PARIS」

### 表彰歴
- 2006年 Dracula - Entre l'amour et la mort　（ゴールド・チケット、観客動員5万人）
- 2003年 Concert de Noël　（ゴールド/プラチナ）
- 2001年 Sur scène （ゴールド・チケット）
- 2001年 D'autres rivesツアー （ゴールド・チケット、観客動員5万人）
- 2000年 D'autres rivesツアー　（シルバー・チケット、観客動員2万5千人）
- 1999年 D'autres rives　（ゴールド）カナダ
- 1999年 Miserereツアー　（シルバー・チケット、観客動員2万5千人）
- 1998年 Miserere　（ダブル・プラチナ）カナダ
- 1998年 Notre-Dame de Paris（ゴールド/プラチナ/ダブル・プラチナ/トリプル・プラチナ/クワドループ・プラチナ）カナダ
- 1998年 Notre-Dame de Paris　（ダイアモンド・ディスク）フランス
- 1998年 Le temps des Cathédrales　（ゴールド）フランス
- 1997年 Miserere　（ゴールド/プラチナ）カナダ
- 1994年 Starmania Mogador 94　（プラチナ）フランス

### その他
- 2009年 SOBA賞、最優秀ジャズアーティスト賞「Bruno Pelletier et le GrosZorchestre」
- 2001年 Talent France Bleu 2000/2001（フランスのラジオネットワーク France Bleu より）
- 1998年「Aime」がヒットチャート10週連続第一位
- 1996年 Trophy SOCAN - 「En manque de toi」がヒットチャート第一位

### ノミネート
- 2008年 フェリックス賞 最優秀DVD賞「Dracula - Entre l'amour et la mort」
- 2003年 フェリックス賞 最優秀男性歌手賞（一般投票）
- 2003年 フェリックス賞 最優秀アルバム賞ポップロック部門「Un monde à l'envers」
- 2003年 フェリックス賞 最優秀インターネットサイト賞「www.brunopelletier.com」
- 2003年 フェリックス賞 最優秀舞台作品賞シンガーソングライター部門「Un monde à l'envers」
- 2001年 フェリックス賞 最優秀男性歌手賞（一般投票）
- 2001年 フェリックス賞 最優秀インターネットサイト賞「www.brunopelletier.com」
- 2001年 フェリックス賞 最多売上アルバム賞「Sur scène」
- 2001年 フェリックス賞 最優秀アルバム賞ポップロック部門「Sur scène」
- 2000年 フェリックス賞 最多売上アルバム賞「D'autres rives」
- 2000年 フェリックス賞 最優秀舞台作品賞歌手部門「D'autres rivesツアー」
- 2000年 フェリックス賞 最優秀舞台作品賞歌手部門「La dernière de Céline」
- 2000年 フェリックス賞 最優秀ケベック州外活動ケベック・アーティスト賞「Notre-Dame de Paris」
- 1999年 ジェニー・メイエ・ヴァリエテ賞 ブリュノ・ペルティエ、Plein Chant
- 1998年 フェリックス賞 ビデオクリップ「Aime」
- 1998年 フェリックス賞 最優秀男性歌手賞
- 1998年 フェリックス賞 最優秀ポピュラー曲「Aime」
- 1997年 ジュノー賞 最多売上フランス語アルバム賞「Miserere」
- 1997年 ジュノー賞 最優秀男性歌手賞
- 1996年 Félix賞 最優秀男性歌手賞
- 1996年 Félix賞 最優秀アルバム賞ポップロック部門「Défaire l'amour」

## ケベックがん基金
2012年より「ケベックがん基金 Fondation québécoise du cancer」のスポークスマンを務めている。